# MP 38
L'MP 38 (Maschinenpistole 38) è un mitra usato durante la Seconda guerra mondiale dalla Wehrmacht, in particolare dallo Heer, e dall'Esercito Popolare di Liberazione cinese.

## Storia
Prima della guerra, i mitra erano visti come armi per la polizia, e non realmente utili per l'esercito. In aggiunta a questo, lo stato maggiore ed il famoso progettista Hugo Schmeisser, ritenevano che molte di queste armi dovessero avere una calciatura in legno, dotata di maggiore robustezza e non un'arma interamente in metallo con calcio pieghevole. Solo nei primi mesi del 1938 fu sentita la mancanza di un'arma automatica individuale più semplice che potesse sostituire gli MP 35 ed Erma EMP, così fu dato incarico alla casa produttrice Erma Werke di costruire un nuovo mitra, basandosi su un Erma MP 36, a sua volta una versione compatta con calcio pieghevole dell'Erma EMP. Cinque mesi dopo, il 7 luglio 1938, finirono i test e fu messo in produzione l'MP 38, progettato basandosi su numerosi brevetti dell'Erma. Nel 1940 ne fu cessata la produzione in favore dell'MP 40, versione migliorata dell'MP 38, con un metodo di produzione ancor più semplificato. In realtà sembra che la produzione continuò fino al 1941, in quanto circa 12.800 MP 38 erano quasi completi, quando un'alluvione interruppe uno dei fornitori delle parti, che consegnò più tardi, permettendo di completare queste armi nel 1941.

## Tecnica e uso
L'MP 38 non era un mitra di facile produzione, essendo lavorato dal pieno, era molto più costoso e più lento da produrre del successivo MP 40 totalmente costruito in lamiera stampata. Era dotato di calcio pieghevole, una caratteristica utile per i Fallschirmjäger (paracadutisti) e carristi, i quali erano i gruppi che inizialmente avevano caldeggiato la produzione di quest'arma. L'azionamento era a massa battente e sparava ad otturatore aperto. Queste caratteristiche permettevano un fuoco accurato, con una cadenza di fuoco relativamente bassa. Non avendo capacità di fuoco selettivo, sparava solo in fuoco automatico, anche se il relativamente basso rateo di fuoco permetteva di sparare colpi singoli con una veloce pressione sul grilletto.
Venne prodotto principalmente dalla Erma Werke Maschinenfabrik di Erfurt con il codice 27 e successivamente anche da Haenel con il codice 122.
Erma utilizzò successivamente il codice in lettere ayf per marcare la propria produzione.
I primi modelli avevano la manetta d'armamento priva di sicurezza, poteva far accidentalmente sparare l'arma se questa fosse caduta accidentalmente a terra o se si fosse impigliata nell'equipaggiamento del soldato durante il trasporto.
Così la maniglia d'armamento fu modificata dal 1942 su tutte le armi in uso alle truppe, sia sugli MP 38 che sugli MP 40, questa consentiva di bloccare in modo sicuro l'otturatore in posizione di chiusura impegnandosi direttamente in una fresatura ottenuta direttamente nella carcassa dell'arma. Questa versione è stata codificata dai collezionisti americani come MP 38/40, chiaramente non dall'esercito tedesco..
L'arma era la seconda arma automatica individuale data ufficialmente in dotazione all'esercito, dove la prima era l'MP 18. Considerato che la produzione fu di circa 40.000 esemplari, e che la produzione di MP 40 abbia superato il milione di esemplari, anche se nuove ricerche portano a pensare che ne siano stati prodotti circa 800.000, l'uso dell'MP 38 fu molto limitato rispetto al successore MP 40.
L'MP 38 è riconoscibile esteriormente rispetto all'MP 40 perché la culatta era rigata con nervature di rinforzo parallele longitudinali ed alloggio del caricatore liscio con due fori di alleggerimento laterali, mentre l'MP 40 aveva culatta liscia e bocchettone del caricatore generalmente con quattro nervature parallele su i due lati laterali di questo.
L'arma è stata vista ancora in uso in vari conflitti (Vietnam, Medio Oriente e Nord Africa), ad esempio diversi esemplari sono stati utilizzati da rivoltosi della Prima guerra civile in Libia, anche se probabilmente non avevano i caricatori specifici dell'arma.